# جکسون (دهانه)
جکسون یک دهانه برخوردی در ماه‌ است.

## دهانه‌های اقماری
این دهانه ۲ دهانه اقماری دارد.
| Jackson | عرض جغرافیایی | طول جغرافیایی | قطر          |
| ------- | ------------- | ------------- | ------------ |
| Q       | ۲۱.۱° N       | ۱۶۴.۷° W      | ۱۳.۰ کیلومتر |
| X       | ۲۵.۲° N       | ۱۶۴.۳° W      | ۱۷.۰ کیلومتر |